# Burnót-patak
A Burnót-patak Köveskáltól északkeletre ered, Balatonhenyén, Veszprém vármegyében. A patak forrásától kezdve előbb délnyugati, majd déli-délnyugati irányban halad keresztül a Káli-medencén, végül ismét dél felé fordulva folyik Ábrahámhegyig, ahol beletorkollik a Balatonba.
A Burnót-patak vízgazdálkodási szempontból a Balaton-közvetlen Vízgyűjtő-tervezési alegység működési területéhez tartozik.

## Part menti települések
- Balatonhenye
- Kővágóörs
- Kékkút
- Salföld
- Ábrahámhegy